# Шендолле
Шендолле́ (фр. Chênedollé) — коммуна во Франции, находится в регионе Нижняя Нормандия. Департамент коммуны — Кальвадос. Входит в состав кантона Васси. Округ коммуны — Вир.
Код INSEE коммуны — 14156.

## Население
Население коммуны на 2010 год составляло 245 человек.
| 1962 | 1968 | 1975 | 1982 | 1990 | 1999 | 2010 |
| ---- | ---- | ---- | ---- | ---- | ---- | ---- |
| 237  | 218  | 196  | 185  | 218  | 221  | 245  |

## Экономика
В 2010 году среди 164 человек трудоспособного возраста (15—64 лет) 123 были экономически активными, 41 — неактивными (показатель активности — 75,0 %, в 1999 году было 75,2 %). Из 123 активных жителей работали 111 человек (60 мужчин и 51 женщина), безработных было 12 (6 мужчин и 6 женщин). Среди 41 неактивных 9 человек были учениками или студентами, 20 — пенсионерами, 12 были неактивными по другим причинам.